# Yakupoğlu Memiş Ağa Konağı

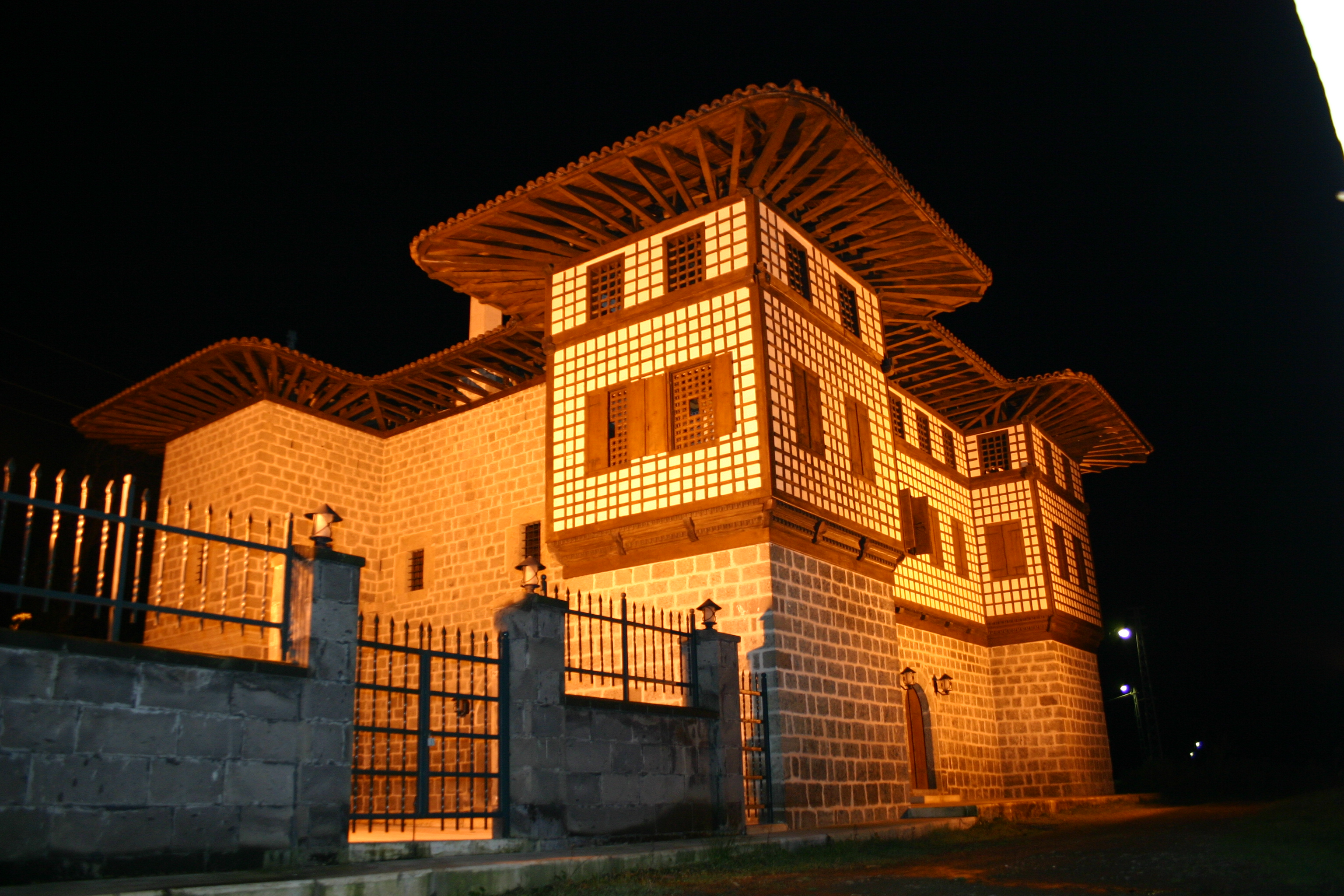
Yakupoğlu Memişağa Konağı in Sürmene, Trabzon

Das Yakupoğlu Memiş Ağa Konağı ist ein im Auftrag von Hacı Yakupoğlu Memiş Ağa im Jahr 1856 erbautes Herrenhaus. Es befindet sich in Sürmene in der Provinz Trabzon.

## Die Struktur des Gebäudes
Das Herrenhaus, das hauptsächlich aus Sandstein besteht, hat eine quadratische Grundfläche und umfasst drei Stockwerke. Das Gebäude hat von jeder Seite außer der Südseite einen Eingang. Die Eingänge sind steinverkleidet und rundbogig, aber die Türen sind aus Holz. Im Erdgeschoss befinden sich aus Sicherheitsgründen keine Öffnungen z. B. in Form von Fenstern. Im Erdgeschoss befinden sich eine Küche und eine Speisekammer.
Der Wohnraum des Herrenhauses befindet sich im ersten Stock. In diesem sind Selamlık-Räume zu finden. Zudem gibt es zwei Haremsräume im Osten und im Westen des südlichen Teils des ersten Stockwerks. Zwischen den Haremsräumen befindet sich ein Hamam.
Der Innenraum des Gebäudes ist überwiegend mit Holz dekoriert. Zudem gibt es geometrische und florale Ornamente an den Decken.

## Geschichte
Die Restaurierungsarbeiten des Herrenhauses wurden Anfang der 2000er Jahre begonnen und erfolgreich abgeschlossen. Momentan (2022) wird das Yakupoğlu Memiş Ağa Konağı als Museum genutzt.